# 실버라도 (영화)
《실버라도》(영어: Silverado)는 미국에서 제작된 1985년 서부극 영화이다. 로런스 캐즈던이 연출, 공동 각본, 제작을 맡았고, 케빈 클라인 등이 출연하였다.

## 출연
- 케빈 클라인
- 스콧 글렌
- 로재나 아켓
- 존 클리즈
- 케빈 코스트너
- 브라이언 데너히
- 대니 글러버
- 제프 골드블룸
- 린다 헌트
- 레이 베이커
- 조 세니카
- 린 휫필드
- 제프 페이히
- 페페이 서나
- 퍼트리샤 골
- 어맨다 위스
- 얼 하인드먼
- 제임스 개먼
- 짐 헤이니
- 토머스 윌슨 브라운
- 브라이언 제임스
- 셰브 울리
- 리처드 젱킨스
- 빌 서먼
- 제이컵 캐즈던
- 존 캐즈던
- 메그 캐즈던
- 마크 캐즈던 (삭제 장면)

## 기타 제작진
- 협력 제작: 마크 캐즈던
- 배역: 월리스 니시타
- 미술: 아이다 랜덤
- 세트: 앤 D. 매컬리, 아서 제프 파커
- 의상: 크리스티 지애
- 분장: 대니얼 C. 스트리페크
- 헤어: 린다 구라시치
- 제작 관리: 데이비드 S. 햄버거, 찰스 오쿤
- 조감독: 케리 디트릭, 스티븐 P. 던, 마이클 그릴로

## 우리말 녹음
KBS 성우진 (1994년 2월 13일)
- 이인성 - 페이든 (케빈 클라인)
- 장광 - 에밋 (스콧 글렌)
- 김관철 - 제이크 (케빈 코스트너)
- 박상일 - 맬 (대니 글러버)
- 김계원
- 김정호
- 박은숙
- 오세홍
- 유명숙
- 이진화
- 유해무
- 임은정
- 안종익
- 김태웅
- 강수진
- 김민석